# Solido (azienda)
Solido è un'azienda francese operante nel settore del modellismo in pressofusione.

## Storia

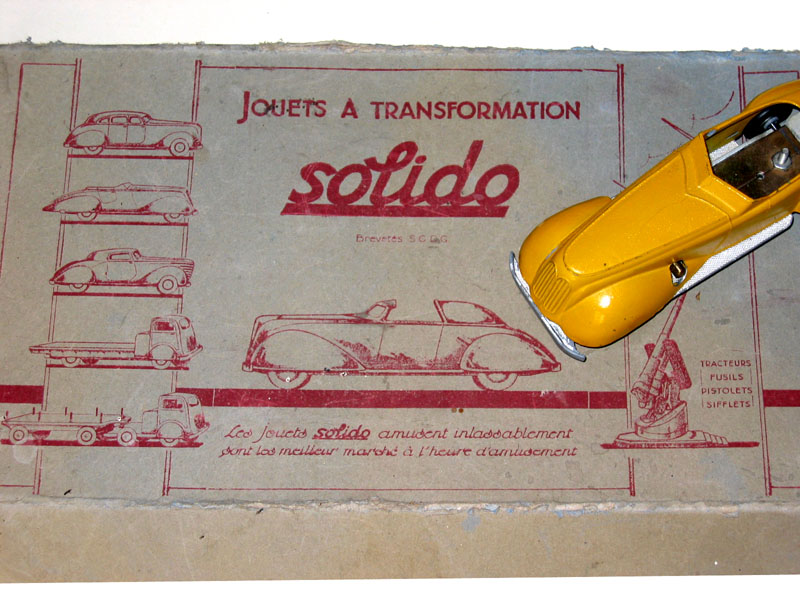
Automodello del 1938, con parte della scatola originale.

L'azienda fu fondata nel 1930 a Nanterre da Ferdinand de Vazeilles. Nel 1953 il fondatore lasciò la guida al figlio Jean René. Nel 1970 Solido entrò a far parte della società Jouet Francais Group, con il nome Heller-Solido. Nel 1974 la sede fu trasferita a Oulins. Nel 1980 fu acquistata dalla Majorette. Attualmente fa parte del gruppo Simba-Dickie, e la maggior parte dei modelli sono fabbricati in Cina.
Il primo modellino prodotto fu una candela di accensione montata su ruote, articolo promozionale per il fabbricante francese di candele "Gergovia". Nel 1957 uscirono i primi esemplari in scala 1:43, nel 1961 apparvero i veicoli militari, nel 1964 furono realizzati automodelli d'epoca, appartenenti alla fortunata serie "Age d'Or". Il materiale utilizzato per fabbricare i modellini, come è tipico in questo settore, è la lega denominata zamak, il cui nome è un acronimo che ne indica i componenti: zinco, alluminio, magnesio, antimonio e rame.